# Everything’s Trash
Everything’s Trash (englisch für ‚Alles ist Müll‘) ist eine US-amerikanische Comedyserie, basierend auf dem 2018 erschienenen Buch Everything’s Trash, But It’s Okay von Phoebe Robinson. Die Premiere der Serie fand am 13. Juli 2022 auf dem US-Kabelsender Freeform statt. Im deutschsprachigen Raum erfolgte die Erstveröffentlichung der Serie am 21. Dezember 2022 durch Disney+ via Star als Original. Die Serie wurde nach zehn Folgen abgesetzt und weltweit am 26. Mai 2023 als Steuerabschreibung aus dem Katalog von Disney+ gestrichen.

## Handlung
Phoebe ist in ihren Dreißigern, eine namhafte Podcasterin und führt ein ziemlich chaotisches Leben. Als eines Tages ihr Bruder Jayden, ein aufstrebender Politiker, bei ihr auftaucht, wird Phoebe klar, dass sie etwas in ihrem Leben ändern muss.

## Besetzung und Synchronisation
Die deutschsprachige Synchronisation entstand nach den Dialogbüchern von Tobias J. Becker sowie unter der Dialogregie von Benjamin Wolfgarten durch die Synchronfirma Hermes Synchron in Potsdam.
| Hauptfigur        | Darsteller      | Deutscher Sprecher |
| ----------------- | --------------- | ------------------ |
| Phoebe Hill       | Phoebe Robinson | Magdalena Helmig   |
| Jayden Hill       | Jordan Carlos   | Benjamin Stöwe     |
| Malika Jones      | Toccarra Cash   | Annabelle Mandeng  |
| Jessie Ajayi-Hill | Nneka Okafor    | Sandra Schreiber   |
| Michael Baker     | Moses Storm     | Tom Raczko         |

| Nebenfigur     | Darsteller           | Deutscher Sprecher |
| -------------- | -------------------- | ------------------ |
| Hamilton Hayes | Brandon Jay McLaren  | Marios Gavrilis    |
| Gretchen Adler | Chloë Kerwin         | Sarah Palarczyk    |
| Gael           | Anand Desai-Barochia | André Röhner       |
| Aisha Hill     | Farah Felisbret      | Suree Chuh         |
| Jax            | June Diane Raphael   | Katrin Zimmermann  |

| Gastfigur           | Darsteller            | Deutscher Sprecher |
| ------------------- | --------------------- | ------------------ |
| Apollo              | Tosin Morohunfola     | Patrick Giese      |
| Amy                 | Sipiwe Moyo           | Dela Dabulamanzi   |
| Idris Igwe          | Akintola Jiboyewa     | Rêzan Cheikhmous   |
| Virgil Muir         | Michael Torpey        | Steven Merting     |
| Todd                | Paul McCallion        | David Hörning      |
| Mama von Leila      | Connie Shi            | Lisa Marie Becker  |
| Mama von Eleanor    | Alicia Giangrisostomi | Laurine Betz       |
| Charles             | Ben Rameaka           | Roman Wolko        |
| Emily               | Grace Rex             | Ariane Seeger      |
| Professor Wilkinson | Tracy Sallows         | Marina Erdmann     |
| Tom Weaver          | Andrew Polk           | Matthias Klages    |
| Damien Washington   | Devale Ellis          | Leonhard Mahlich   |
| Justin              | Michael Karadsheh     | August Safner      |
| Cleo                | Julia Abueva          | Nina Witt          |
| Michelle            | Jazmin Williams       | Jenny Maria Meyer  |
| Angela              | Supriya Ganesh        | Maria Burghardt    |

## Episodenliste
| Nr. | Deutscher Titel                                  | Originaltitel                             | Erstveröffentlichung (USA) | Deutschsprachige Erstveröffentlichung (D/A/CH) | Regie               | Drehbuch                         |
| --- | ------------------------------------------------ | ----------------------------------------- | -------------------------- | ---------------------------------------------- | ------------------- | -------------------------------- |
| 1   | Zwischen Pimmel und Politik zu wählen, ist Trash | Choosing Between Peen & Politics is Trash | 13. Juli 2022              | 21. Dez. 2022                                  | Chioke Nassor       | Phoebe Robinson                  |
| 2   | Black Excellence ist Trash                       | Black Excellence is Trash                 | 13. Juli 2022              | 21. Dez. 2022                                  | Chioke Nassor       | Rae Sanni                        |
| 3   | Klinkenputzen ist Trash                          | Canvassing is Trash                       | 20. Juli 2022              | 21. Dez. 2022                                  | Gillian Robespierre | Lauren Bans                      |
| 4   | Öffentliches Image ist Trash                     | Public Image is Trash                     | 27. Juli 2022              | 21. Dez. 2022                                  | Gillian Robespierre | Wade Allain-Marcus               |
| 5   | Verknalltsein ist Trash                          | Catching Feelings is Trash                | 3. Aug. 2022               | 21. Dez. 2022                                  | Meredith Dawson     | Laura Gutin Peterson             |
| 6   | Familie ist Trash                                | Family is Trash                           | 10. Aug. 2022              | 21. Dez. 2022                                  | Meredith Dawson     | Jordan Carlos                    |
| 7   | Romantischen Komödien sind meistens Trash        | Rom-Coms Are Mostly Trash                 | 17. Aug. 2022              | 21. Dez. 2022                                  | Wade Allain-Marcus  | Calise Hawkins                   |
| 8   | Tantesein ist Trash                              | Being an Auntie is Trash                  | 24. Aug. 2022              | 21. Dez. 2022                                  | Shahrzad Davani     | Niccole Thurman                  |
| 9   | Vereinigte Fronten sind Trash                    | United Fronts Are Trash                   | 31. Aug. 2022              | 21. Dez. 2022                                  | Shahrzad Davani     | Adam Loyd & Devon Walker         |
| 10  | Wahlnacht ist Trash                              | Election Night is Trash                   | 7. Sep. 2022               | 21. Dez. 2022                                  | Chioke Nassor       | Phoebe Robinson & Jonathan Groff |